# Kor
Kor, syn Rynarův je fiktivní postava sci-fi světa Star Treku, první Klingon, který se kdy ve Star Treku objevil. Kor se objevuje v epizodách původního seriálu Star Trek (1967) a animovaného seriálu Star Trek (1973), ale nejčastěji v událostech seriálu Star Trek: Stanice Deep Space Nine (1994–1998). Ve všech hraných dílech ztvárnil Kora John Colicos, v animovaném pořadu jej namluvil James Doohan.

## Výskyt
Kor se prvně objevuje v seriálu Star Trek v epizodě „Věc soucitu“, kde se setkává s energetickou bytostí Organianů, která je živena ze zloby mezi lidmi a Klingony. Pro záchranu svou i své posádky musí, ačkoliv nerad, spolupracovat s kapitánem Kirkem z lodi USS Enterprise.
Podruhé se setkává opět s kapitánem Kirkem v událostech epizody „Zajatci času“ animovaného seriálu. Opět je jeho jedinou touhou zničení vlajkové lodi Federace a především i jeho protějšku z Hvězdné flotily, ale opět mu nezbývá, než se svým protivníkem spolupracovat, aby se osvobodil ze zajetí Deltského trojúhelníku.
Následně postava Kora vystupuje v několika epizodách seriálu Star Trek: Stanice Deep Space Nine, který se odehrává o 100 let později. Prvně v díle „Krvavá přísaha“, kde se spolu s Jadzií Dax a dalšími Klingony z původního seriálu, Kangem a Kolothem, snaží vystopovat Albina, vraha prvorozených synů Kanga, Kolotha a Kora. Společně vykonají slíbenou krevní mstu, ale přežijí pouze Dax a Kor. V epizodě „Meč Kahlessův“ se Kor společně s Jadzií a Worfem vydávají najít bájný Kahlessův meč. Ačkoliv se jim daří meč najít, pro zachování stavu Klingonské říše transportují relikvii do vesmíru.
Naposledy se Kor objevuje v epizodě „A znovu do té průrvy“. Jako třetí důstojník na lodi generála Martoka společně s Worfem bojují proti Dominionu. Kor je ovšem již starý a po záchvatu s představou, že na něj útočí Federace a kapitán Kirk je prohlášen za senilního. Když je ovšem Martok zajat a Worf se jej vydává osvobodit, Kor převezme jeho místo na sebevražedné misi. Jeho loď pak bojuje do posledního dechu proti nepřiměřené převaze a tím dává ostatním možnost uniknout. Martok, který jej do té doby považoval za senilního starce ho prohlašuje za velkého válečníka.

## Ztvárnění
Postavu Kora ztvárnil John Colicos a to jak v původním seriálu, tak následně přibližně o 30 let později v epizodách Stanice Deep Space Nine. V animovaném seriálu jej ovšem daboval James Doohan (představitel Montgomeryho Scotta), který v kresleném seriálu namluvil naprostou většinu Klingonů.